# Michelle Collins
Michelle Danielle Collins es una actriz inglesa, más conocida por haber interpretado a Cindy Beale en la serie EastEnders y a Stella Price en la serie Coronation Street.

## Biografía
Su padre es inglés y su madre, galesa; y tiene una hermana mayor. Cuando era joven Michelle sufrió de anorexia.
Es buena amiga del cantante Paul Young, el chef Aldo Zilli y de Sharon Worthington.
Salió por tres años con Nick Fordyce, pero la relación terminó. Salió con el italiano Fabrizio Tassalini, con quien tuvo una hija, Maia Rose Tassalini Collins (28 de septiembre de 1996). La relación no duró y se separaron en 1998. En 2002 salió con el camarógrafo Mark Waters, a quien conoció mientras grababa Sunburn; la pareja estuvo junta por dos años. Salió con el camarógrafo Jonathan Beecham, pero la relación terminó un año después. En 2004 comenzó a salir con Parry Cockwell, con quien se comprometió; sin embargo, cancelaron la boda en febrero de 2005 y finalmente terminaron la relación en octubre del mismo año. Desde 2013 sale con Mike Davison.

## Carrera
El 10 de mayo de 1988, se unió al elenco principal de la popular serie británica EastEnders, donde interpretó a Cindy Williams-Beale hasta 1990; regresó a la serie en 1992, siendo su última aparición el 10 de abril de 1998. En 1996 apareció en el comercial "British Telecom". En 1999 se unió al elenco principal de la serie Sunburn, donde interpretó a Nicki Matthews hasta el final de la serie en 2000. Ese mismo año interpretó a Kathy Lawrence en la miniserie Daylight Robbery, papel que interpretó nuevamente en 2001 en la secuela Daylight Robbery 2.
En 2001 se unió al elenco principal de la primera temporada de la serie Two Thousand Acres of Sky, donde interpretó a Abby Wallace hasta el final de la serie en 2003, después de finalizar su tercera temporada. En 2002 apareció en comerciales para la campaña navideña de "Marks & Spencer". En 2009 apareció en el comercial de detergentes "Scent from Heaven" junto con Sarah White.
El 16 de junio de 2011, se unió al elenco principal de la serie británica Coronation Street, donde interpretó a Stella Price hasta el 2 de abril de 2014. A finales de marzo de 2014 se anunció que Michelle aparecería como invitada en la serie Casualty, donde interpretó a Samantha Keelman.

## Filmografía

### Series de televisión
| Año                      | Título                    | Personaje         | Notas                              |
| ------------------------ | ------------------------- | ----------------- | ---------------------------------- |
| 2014                     | Casualty                  | Samantha Keelman  | 3 episodios                        |
| 2011 - 2014              | Coronation Street         | Stella Price      | 442 episodios                      |
| 2010                     | Casualty                  | Camille Lewis     | 4 episodios                        |
| 2010                     | What Do Kids Know?        | -                 | episodio # 1.8                     |
| 2009                     | Hotel Babylon             | Karen             | episodio # 4.8                     |
| 2008                     | Rock Rivals               | Karina Faith      | 8 episodios                        |
| 2007                     | Doctor Who                | Kath McDonnell    | episodio "42"                      |
| 2005                     | The Last Detective        | Maureen Fallon    | episodio "Willesden Confidential"  |
| 2004                     | French and Saunders       | Regan Lear        | episodio # 6.4                     |
| 2004                     | PJ's Storytime            | Invitada          | -                                  |
| 2004                     | Sea of Souls              | Katie Quinn       | 2 episodios                        |
| 2003                     | Single                    | Sarah Barton      | -                                  |
| 2001 - 2003              | Two Thousand Acres of Sky | Abby Wallace      | 22 episodios                       |
| 2001                     | Daylight Robbery 2        | Kathy Lawrence    | miniserie                          |
| 1999 - 2000              | Sunburn                   | Nicki Matthews    | 14 episodios                       |
| 1999                     | Up Rising                 | Maxine Gaines     | miniserie                          |
| 1999                     | Real Woman II             | Susie Ball        | -                                  |
| 1999                     | Daylight Robbery          | Kathy Lawrence    | miniserie                          |
| 1998                     | Verdict                   | Camille Backhouse | episodio "Neighbours from Hell"    |
| 1988 - 1990, 1992 - 1998 | EastEnders                | Cindy Beale       | 390 episodios                      |
| 1998                     | Real Women                | Susie             | -                                  |
| 1996                     | Champs                    | Stacy             | episodio "Home Alone"              |
| 1993                     | Blossom                   | Jennie            | 2 episodios                        |
| 1992                     | Baywatch                  | -                 | episodio "Big Monday"              |
| 1991                     | Gabriel's Fire            | Joven Mujer       | episodio "Birds Gotta Fly"         |
| 1988                     | Screen Two                | Daisy             | episodio "Lucky Sunil"             |
| 1988                     | Family Ties               | Louise            | episodio "Sign of the Times"       |
| 1987                     | Full House                | Abby              | episodio "The First Day of School" |
| 1987                     | Running Wild              | Stephanie Wild    | -                                  |
| 1986                     | The Bill                  | Sharon Brand      | episodio "Loan Shark"              |
| 1986                     | Gems                      | Pru Murphy        | 2 episodios                        |
| 1985                     | Bergerac                  | Trace             | episodio "Chrissie"                |
| 1985                     | Marjorie and Men          | Debbie            | episodio "Be Your Age"             |
| 1984                     | Morgan's Boy              | Carol             | episodio # 1.1                     |
| 1984                     | Scene                     | Ria               | episodio "Good Neighbours"         |

### Películas
| Año  | Título                                         | Personaje                 | Notas                                                                                             |
| ---- | ---------------------------------------------- | ------------------------- | ------------------------------------------------------------------------------------------------- |
| 2013 | Shades                                         | Actriz                    | corto - junto a Kyle Entwistle, Morrison Ford, Odunayo Haastrup y Annabel Jesus-Silva             |
| 2010 | Agatha Christie Marple: The Secret of Chimneys | Treadwell                 | junto a Edward Fox, Anthony Higgins, Dervla Kirwan, Charlotte Salt y Jonas Armstrong              |
| 2008 | Getting Out                                    | Chelle                    | corto - junto a Mark Arden, Lee Alliston, Tom Waldron y Ruby Lou Bates                            |
| 2008 | Play                                           | Madre                     | corto - junto a Maia Collins, Saoirse O'Coineen, Suzanna O'Coineen y Nick Durham                  |
| 2007 | Broken                                         | Janet                     | corto - junto a Peter Polycarpou, Marianna Neofitou, Lucy Christofi Christy y Alexander Roy       |
| 2007 | Don't Stop Dreaming                            | Jessica                   | junto a Rishi Kapoor, Sunil Shetty, Richard Blackwood y Ronny Jhutti                              |
| 2006 | The Family Man                                 | Gillian                   | junto a Suzy Aitchison, Gary Cargill, Trevor Eve y Katy Cavanagh                                  |
| 2004 | Can't Buy Me Love                              | Donna Harris              | junto a Martin Kemp, Alex Bartram y Ross Boatman                                                  |
| 2004 | Bubblegum                                      | Jenny                     | corto - junto a Lewis Nicolas, Georgina North, Robbie Telfer y Sophie Ward                        |
| 2003 | The Illustrated Mum                            | Marigold Westward         | junto a Holliday Grainger y Alice Connor                                                          |
| 2003 | The Night We Called It a Day                   | Mrs. Appleby              | junto a Dennis Hopper, Joel Edgerton, Rose Byrne, Melanie Griffith, Portia de Rossi y David Field |
| 2003 | Lloyd & Hill                                   | Det. Judy Hill            | junto a Philip Glenister, Andy Rashleigh, Christopher Villiers, John Light y Shaun Dingwall       |
| 2002 | Ella and the Mothers                           | Gina                      | junto a Sean Gallagher, Juliet Aubrey, Julia Davis y Lucy Joyce                                   |
| 2001 | Perfect                                        | Julie                     | junto a Barbara Flynn, Romola Garai, Nicholas Gleaves y Peter Halliday                            |
| 2000 | The Sleeper                                    | Diana Wakeham             | junto a Eileen Atkins, Anna Massey, Ciarán Hinds y Annabelle Apsion                               |
| 2000 | Waking Mele                                    | Gerente del Bar           | corto - junto a Daniel Louis Rivas, William Clearihue, Amber Taylor y Precious Chong              |
| 1996 | Darkman III: Die Darkman Die                   | Enfermera                 | junto a Jeff Fahey, Arnold Vosloo, Darlanne Fluegel, Roxann Dawson y Nigel Bennett                |
| 1993 | A Place to Be Loved                            | Julie                     | junto a Richard Crenna, Rhea Perlman, Linda Kelsey y Cyril O'Reilly                               |
| 1987 | Hidden City                                    | Solicitante en Peluquería | junto a Charles Dance, Bill Paterson, Richard E. Grant y Alex Norton                              |
| 1987 | Personal Services                              | June                      | junto a Julie Walters, Alec McCowen, Danny Schiller y Tim Woodward                                |

### Videojuegos
| Año  | Título      | Notas                           |
| ---- | ----------- | ------------------------------- |
| 1998 | Rainbow Six | prestó su voz para el personaje |

### Narradora
| Año  | Título                        | Notas                                                  |
| ---- | ----------------------------- | ------------------------------------------------------ |
| 2009 | Revealed                      | narradora - episodio "Jack the Ripper: Tabloid Killer" |
| 2004 | Essential Poems for Christmas | lectora                                                |

### Apariciones
| Año        | Programa                      | Notas                                 |
| ---------- | ----------------------------- | ------------------------------------- |
| 2008, 2011 | Who Wants to Be a Millionaire | 2 episodios - concursante             |
| 2010       | Loose Women                   | 2 episodios - presentadora            |
| 2010       | The Wright Stuff              | panelista invitada - episodio # 14.59 |
| 1991       | The Word                      | presentadora - episodio # 1.26        |

## Premios y nominaciones
| Año  | Categoría    | Premio         | Serie                     | Resultado |
| ---- | ------------ | -------------- | ------------------------- | --------- |
| 2001 | Best Actress | TV Quick Award | Two Thousand Acres of Sky | Nominada  |